# Espingolă

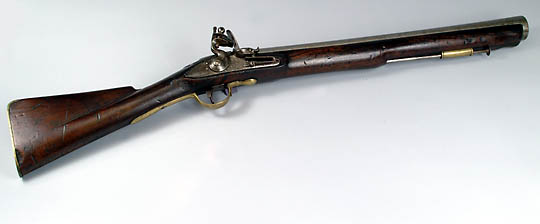
Espingolă engleză

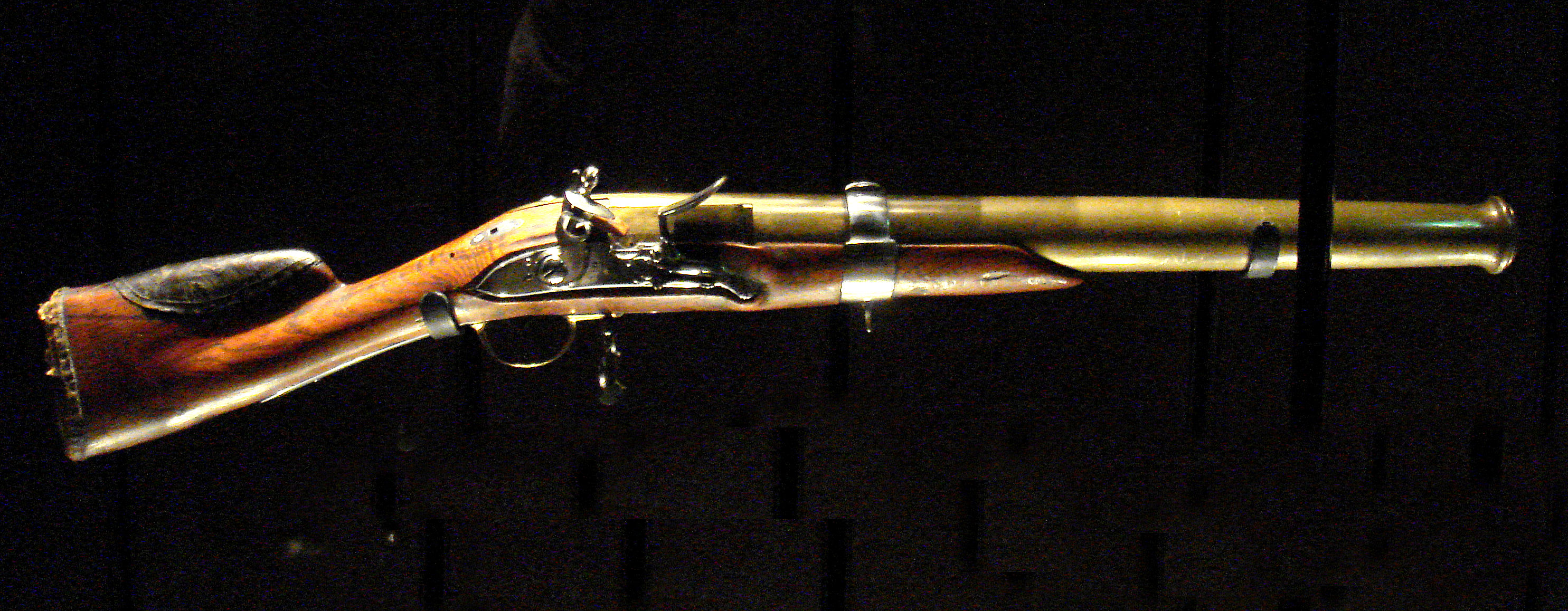
Espingolă franceză din 1760.

Espingola este o armă de foc care este încărcată de bot, și a cărei țevi este ușor evazată. Această armă a fost folosită în secolul al XVII-lea și este considerată în mod obișnuit a fi un predecesor timpuriu al shotgun-ului modern, cu utilizare militară și defensivă similară. Espingola era eficientă doar la distanță scurtă, lipsind de precizie la distanțe mai lungi. Un fel de espingolă mai mică, numită dragon, era folosită de către soldații dragoni.
Țeava în formă de pâlnie limitează precizia și raza de acțiune a armei, dar permite tragerea mai multor proiectile la distanță apropiată. Această formă permite, de asemenea, încărcarea mai ușoară a muniției în țeavă. Acest lucru facilitează foarte mult rearmarea espingolei cu proiectile de tot felul (gloanțe de plumb dar și alice, bucăți de sticlă sau chiar sare grunjoasă), și fără a necesita o mare dexteritate.
Espingolele erau de obicei scurte, cu țevi lungi de mai puțin de 60 de centimetri, într-un moment în care o țeavă tipică de muschetă avea peste 90 cm lungime.
În engleză, espingola a fost denumită inițial thunderbuss, derivat din olandeză donderbus (pușcă cu tunet), dar cuvântul a evoluat prin atracția blunder; în această limbă, blunder desemnează, prin urmare, și o persoană sau o acțiune stângace sau proastă.
Espingola este folosită mult ca armă comică în benzi desenate, unde forma țevii este adesea exagerată pentru a semăna cu o trompetă.